# Lower Burrell
Lower Burrell es una ciudad ubicada en el condado de Westmoreland, Pensilvania, Estados Unidos. Tiene una población estimada, a mediados de 2021, de 11 647 habitantes.

## Geografía
La localidad está ubicada en las coordenadas 40°34′59.8″N 79°43′4.8″O / 40.583278, -79.718000 (40.58329, -79.718007).

## Demografía
Según la Oficina del Censo, en 2000 los ingresos medios de los hogares de la localidad eran de $41,000 y los ingresos medios de las familias eran de $50,036. Los hombres tenían ingresos medios por $38,900 frente a los $25,706 que percibían las mujeres. Los ingresos per cápita para la localidad eran de $20,143. Alrededor del 6.5% de la población estaba por debajo del umbral de pobreza.
De acuerdo con la estimación 2016-2020 de la Oficina del Censo, los ingresos medios de los hogares de la localidad son de $64,052 y los ingresos medios de las familias son de $78,977. Los ingresos per cápita en los últimos doce meses, medidos en dólares de 2020, son de $ 33,718. Alrededor del 5.6% de la población está por debajo del umbral de pobreza.